# Нахсько-дагестанські мови
На́хсько-дагеста́нські мови — сім'я мов, зосереджена переважно на сході Північного Кавказу (нині Росія), а також в Азербайджані, Грузії, Туреччині, Йорданії та в деяких інших країнах Близького Сходу. Загальна кількість мовців сягає близько 2,4 млн.
У лінгвістиці також уживаний термін «дагестанські мови», що охоплює майже всі гілки нахсько-дагестанської сім'ї, за винятком нахської групи.
Характерні риси:
- синтаксис — ергативна конструкція речення;
- морфологія — складна система відмінків, іменні класи;
- фонетика — наявність латеральних, увулярних, абруптивних та інших приголосних.

## Класифікація

### Нахська група
- Вайнахська підгрупа
  - Чеченська мова
  - Інгуська мова
- Бацбійська підгрупа
  - Бацбійська мова

### Андо-аваро-цезька група
- Андійська підгрупа
  - Андійська мова
  - Ахвахська мова
  - Багвалинська мова
  - Ботліська мова
  - Годоберинська мова
  - Каратинська мова
  - Тиндинська мова
  - Чамалинська мова
- Аварська підгрупа
  - Аварська мова
- Цезька підгрупа (Додойська)
  - Бежтинська мова
  - Гінухська мова
  - Гунзибська мова
  - Хваршинська мова
  - Цезька мова

### Даргинська група
- Північно-західна підгрупа
  - Акушинська мова
  - Гапшимінсько-Бутринська мова
  - Даргинська мова
  - Кадарська мова
  - Мугінська мова
  - Муірінська мова
  - Мюрего-Губденська мова
  - Урахінська мова
  - Цудахарська мова
- Мегебська підгрупа
  - Мегебська мова
- Південно-західна підгрупа
  - Амухсько-Худуцька мова
  - Кункінська мова
  - Санжі Іцаринська мова
  - Сірхінська мова
- Чиразька підгрупа
  - Чиразька мова
- Хайдацька підгрупа
  - Верхньохайдацька мова
  - Нижньохайдацька мова
- Кубачі-Аштинська підгрупа
  - Кубачинська мова
  - Аштинська мова
- Лакська мова

### Лезгинська група
- Східна підгрупа
  - Агульська мова
  - Лезгинська мова
  - Табасаранська мова
- Західна підгрупа
  - Рутульська мова
  - Цахурська мова
- Південна підгрупа
  - Будуська мова
  - Кризька мова
- Арчинська підгрупа
  - Арчинська мова
- Удінська підгрупа
  - Агванська мова †
  - Удінська мова

- Хіналузька мова

## Гіпотези про спорідненість з іншими сім'ями
А. К. Глейє висловив здогадки про те, що племена, споріднені абхазо-черкеським, в давнину жили й південніше, аж до самої Месопотамії. Щоб довести це, він звертається до досемітської мітаннійської мови та порівнює її лексику та граматику з лексикою та граматикою абхазо-черкеських мов, роблячи висновок, що мітаннійська мова посідає середнє місце між абхазо-черкеськими та нахсько-дагестанськими мовами.
1995 року С. А. Старостін висунув гіпотезу про віддалену спорідненість хуритської мови з сучасними північнокавказькими мовами. Виявлення нових текстів на хуритській мові, а також розвиток північнокавказького порівняльно-історичного мовознавства нині зробили цю гіпотезу менш популярною. В 100-словному списку базової лексики майже не знаходяться збіги між засвідченою хуритською та північнокавказькою прамовами. Лінгвістичний аналіз показує, що хуритська мова бутувала паралельно пранахській мові увесь час своєї фіксації.